# Södermanlands runinskrifter 195
Runinskrift Sö 195 är ristad på ett jordfast stenblock vid Brösicke gård, söder om Ytterselö kyrka i Ytterselö socken och Strängnäs kommun, Selebo härad i Södermanland. 

## Runblocket

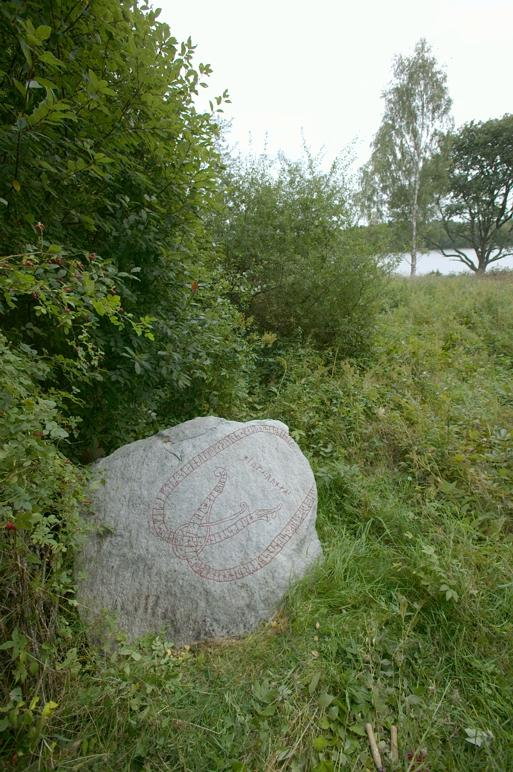
Runblockets placering.

Runblocket finns strax söder om gården Bösickes uthus och intill växer en stor hängbjörk. Materialet är granit och blockets ornamentik som går i Urnesstil daterar den till perioden 1050-1080. Runmästaren torde av stilen att döma vara attribuerad till Hallbjörn. Inskriften berättar om vilka de första kända personerna var som bodde här på gården Brösicke och just i det tidsskede när vikingatiden gled in i medeltiden. 

## Inskriften
Translitterering: hulmstein · raisti : stin : eftiR : stainulf : faþurs×faþur : sen : bohnta [(k)(u)-an by-i| |i -ru-](a)iki :: kuþ : bergi : sel : hans betr : þen : han : af(R) : til : art : halburin : hiuk : a : runaR :
Normalisering: Holmstæinn ræisti stæin æftiR Stæinulf faðursfaður senn, boanda go[ð]an, by[gg]i i [B]ru[s]aæiki. Guð biargi sel hans bætr þæn hann hafR til gært. Hallbiorn/Halfburinn hiogg a runaR.
Nusvenska: Holmsten reste stenen efter Stenulv, sin farfader, en god bonde, som bodde i Brösicke. Gud bärge hans själ bättre än han gjort därtill (dvs bättre än han kunde förtjäna). Hallbjörn högg runorna på (stenen).